# Alauda
Az Alauda a madarak osztályának verébalakúak (Passeriformes) rendjébe és a pacsirtafélék (Alaudidae) családjába tartozó nem.

## Rendszerezés
A nembe az alábbi 4 faj tartozik:
- mezei pacsirta (Alauda arvensis)
- japán mezeipacsirta (Alauda japonica) vagy Alauda arvensis japonica
- indiai mezeipacsirta (Alauda gulgula)
- razói pacsirta (Alauda razae)

Kihalt fajok:
- Alauda xerarvensis (késő pliocén, Bulgária)[1]
- Alauda tivadari (késő miocén, Polgárdi, Magyarország)[2]